# (39442) 2384 T-3
2384 T-3 (asteroide 39442) é um asteroide da cintura principal. Possui uma excentricidade de 0.14612020 e uma inclinação de 3.95585º.
Este asteroide foi descoberto no dia 16 de outubro de 1977 por Cornelis Johannes van Houten e Ingrid van Houten-Groeneveld e Tom Gehrels em Palomar.